# Епархия Кхаммама
Епархия Кхаммама (лат. Dioecesis Khammamensis) — епархия Римско-Католической церкви c центром в городе Кхаммам, Индия. Епархия Кхаммама входит в митрополию Хайдарабада.

## История
18 января 1988 года Римский папа Иоанн Павел II издал буллу Perinde atque apostolicum, которой учредил епархию Кхаммама, выделив её из епархии Варангала.

## Ординарии епархии
- епископ Joseph Rajappa (18.01.1988 — 27.12.1989);
- епископ Марампуди Джойи (21.12.1991 — 8.11.1996);
- епископ Paul Maipan (21.04.1997 — по настоящее время).

## Источник
- Annuario Pontificio, Ватикан, 2007
- Булла Perinde atque apostolicum  (лат.)